# Abdul Rahman bin Sa'ud Al Sa'ud
ʿAbd al-Raḥmān bin Saʿūd Āl Saʿūd (in arabo عبد الرحمن بن سعود بن عبد العزيز آل سعود‎?; Riad, 19 novembre 1946 – Riad, 29 luglio 2004) è stato un principe e dirigente sportivo saudita, membro della famiglia reale Āl Saʿūd.

## Biografia
Il principe Abdul Rahman è nato a Riyad il 19 novembre 1946 ed era figlio di re Sa'ud e di Jawhara bint Turki bin Ahmed Al Sudairi, che morì quando il principe aveva quindici anni. Abdul Rahman ha completato la sua formazione presso la scuola Ma'had Al Anjal.
Per trentasei anni è stato patrono e presidente dell'Al-Nassr Athletic, Social and Cultural Club divisi in tre mandati.

## Vita personale

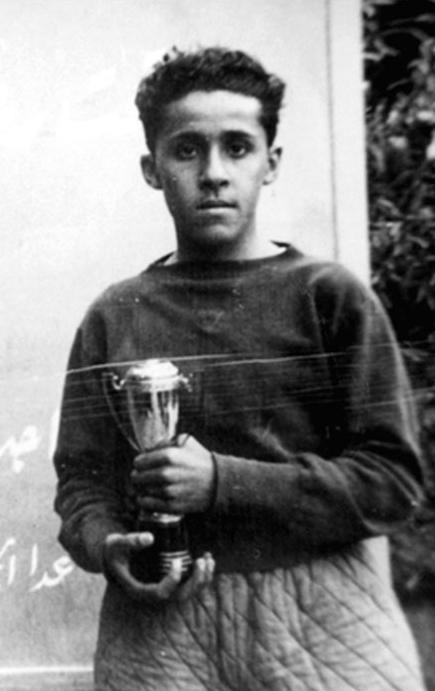
Il principe nell'infanzia.

Il principe Abdul Rahman ha avuto sei figli Khalid, Abd al-Aziz, Faisal, Mamdoh, Sa'ud e Fahd e tre figlie Jawhara, Manal e Ahad.

## Morte e funerale
Il principe è deceduto a Riad il 29 luglio 2004 per un attacco cardiaco. Le preghiere funebri si sono tenute nella moschea Imam Turki bin Abd Allah della capitale il giorno successivo. La salma è stata sepolta nel cimitero al-'Ud di Riad.